# 朱小丰
朱小丰，中国诗人、作家、当代思想家。
1985年至1986年他的《论美学作为科学》一文引起广泛的关注和讨论，中国美学的奠基人朱光潜先生躺在病床上写下对此文的关注和评论，钱伟长先生在北京的全国讲习班上介绍了这片文章。
1987年朱小丰出版了中国第一部系统的电影美学专著《现代电影美学导论》（成都，1987，ISBN 7-80524-030-2），1988至89年他在傅元天、张元和、任法融等等大量道教人士和李远国等等道教学者的支持下，编写并导演了中国第一部全面记录中国道教历史与现状的文献电视片《中国道教文化》，启动了《中华文明》大型系列影视的制作，任总导演。
1991年起他组织了大量的实地科学和文化考察研究活动，提出应该重新认识中国的文明、改写中国的历史。1995年他与美国的贝特西·达蒙女士在成都共同主持了第一届“水的保卫者”活动，行为艺术与装置艺术从此在中国成为合法的艺术活动。1996年他又与贝特西在拉萨主持了第二届“水的保卫者”活动（参加的中国艺术家有戴光郁、大同大张、尹秀珍、宋冬、张蕾、昂桑、次仁拉姆、张青等等），二人又在成都组织了“活水公园”的设计建造。
1998年他出版了他的哲学代表作《有限的智慧》和《文明的重建》。2000年以后他参与了很多推动社会发展的活动。在最近十余年里他重新读解了《尚书·虞夏书》等远古文献，提出《尚书》是用古雅语记述的官方文献，他还发掘出大量早已被人们遗忘的中国远古民族和部族的文明和历史。例如，他在《古滇国行考》中《古和人与黑齿的历史》一节中（参见《古和人与黑齿史迹初探》一文，《社会科学研究》杂志2009年第5期，成都，2009），证实日本人及日本文化主要起源为远古和人民族和黑齿民族的分支。2008年汶川地震发生，他深入灾区作义工。
2014年出版《中国的起源》。从人类学角度的，不从汉人视角来讲中国历史的书。